# Bernd Niesecke
Bernd Niesecke, född den 30 oktober 1958 i Brandenburg an der Havel i Tyskland, är en östtysk roddare.
Han tog OS-guld i fyra med styrman i samband med de olympiska roddtävlingarna 1988 i Seoul.